# MUL.APIN
MUL.APIN (sum. mulapin, tłum. „(gwiazda) Pług”) – mezopotamski tekst, powstały najprawdopodobniej w 1 połowie I tys. p.n.e., będący kompendium ówczesnej wiedzy astronomicznej o gwiazdach i planetach.
Tekst MUL.APIN zrekonstruowany został przez H. Humgera i D. Pingree z 41 znanych jego kopii. Standardowo zapisywany był on na dwóch tabliczkach, z dwoma kolumnami tekstu na przedniej i tylnej stronie każdej tabliczki. Dokładna data powstania tekstu nie jest znana. Najwcześniejsza datowana jego kopia pochodzi wprawdzie z 687 r. p.n.e., z czasów panowania Sennacheryba, ale dwie sekcje z pierwszej tabliczki MUL.APIN zdają się zawierać dane astronomiczne pochodzące z ok. 1000 r. p.n.e., co wskazuje, że cały tekst powstał najprawdopodobniej w okresie pomiędzy ok. 1000 a 687 r. p.n.e. Nie jest też wykluczone, że autor lub autorzy MUL.APIN korzystali ze starszych źródeł, gdyż na przykład w jednej z sekcji drugiej tabliczki wymieniane są miesiące przestępne z czasów panowania „dynastii” (akad. palû) Szulgiego, Amorytów i Kasytów. Tekst powstał najprawdopodobniej w Babilonii, gdyż kolofon na jednej z nowoasyryjskich kopii wspomina, iż tekst zapisany na tabliczce jest kopią oryginału pochodzącego z Babilonu.
Cała pierwsza tabliczka MUL.APIN poświęcona jest badaniu rozmieszczenia gwiazd na niebie. Rozpoczyna się ona od listy 71 gwiazd przyporządkowanych trzem „ścieżkom”: ścieżce boga Anu, ścieżce boga Enlila i ścieżce boga Ea (od pierwszej z wymienionych tu gwiazd, mulapin, pochodzi nazwa całego tekstu). Dalej następuje lista heliakalnych wzejść gwiazd, lista gwiazd które wschodzą gdy inne zachodzą, lista „gwiazd kulminacyjnych” (akad. ziqpu) i lista gwiazd leżących na „ścieżce Księżyca”. W drugiej tabliczce MUL.APIN opisane jest m.in. rozmieszczenie znanych ówcześnie planet na niebie, użycie stosowanych wówczas systemów przestępnych, użycie zegarów słonecznych i wodnych, a całość kończy krótka kolekcja astrologicznych wróżb.